# トラヴィス・トムコ
トラヴィス・トムコ（Travis David Tomko、1976年3月23日 - ）は、アメリカ合衆国のプロレスラー。フロリダ州ジャクソンビル出身。WWEではタイソン・トムコ（Tyson Tomko）、TNAではトムコ（Tomko）のリングネームで活躍。新日本プロレスでは本名名義で参戦し、IWGPタッグ王座を獲得している。

## 来歴
プロレスラーになる以前は、アメリカのバンドのボディガードなどをしていた。2002年にプロレスラーとしてデビューを果たす。OVWではトラヴィス・ベイン（Travis Bain）のリングネームでキャリアを積んで2003年には怪奇派系ユニットであるディサイプルズ・オブ・シン（Disciples of Synn）の一員となり、セブンとタッグを組んでOVW南部タッグ王座を獲得。
2004年4月、WWEに昇格しタイソン・トムコ（Tyson Tomko）のリングネームでデビュー。RAWに所属となり、「問題解決人」としてクリスチャンのボディガードというギミックでの登場であった。自らも試合をしつつ、クリスチャンの試合では彼の勝利をサポートする役割であった。トリッシュ・ストラタスも含めたチームを組むが、後にトリッシュ・ストラタスは離脱。クリスチャンとのチームは、クリスチャンがSmackdown!に移籍した2005年6月30日まで続いた。
日本でプロレスを行う希望があり、2006年4月にWWEを自主退団。そして新日本プロレスに本名であるトラヴィス・トムコ（Travis Tomko）名義で参戦。同じくかつてWWEで活躍したジャイアント・バーナードとタッグを組み、タッグ王座戦線に絡み2007年3月11日、愛知県体育館において中西学&大森隆男組を下し、第50代IWGPタッグ王座を獲得した。
新日本プロレスにスポット参戦するのと同時に、2006年11月にTNAに入団し、トムコ（Tomko）のリングネームで所属。再びWWE時代に行動を共にしたクリスチャンのボディガードとなり、AJスタイルズを加えた3人でクリスチャンズ・コアリッションなるユニットを結成。2007年10月14日、年間最大PPVであるBound for Glory 2007にてスタイルズとのタッグでチーム・パックマン（ロン・キリングス & コンシクエンス・クリード）からTNA世界タッグチーム王座を奪取した。
スタイルズとのタッグは2008年まで続き、名タッグへと成長していたがカート・アングルと関係を持ち始めると次第にスタイルズとのタッグ間で亀裂が生まれるようになり、4月15日にスーパー・エリック & カズにタッグ王座を陥落するとスタイルズとのタッグを解消。アングルの部下へと成り下がり、アングルの妻であるカレン・アングルのボディガードとなった。
2008年2月16日、翌日にIWGPタッグ選手権を控えておきながら、IGFに突如参戦を果たし、アレクサンダー大塚に快勝すると、持参したIWGPベルトを放り投げた。翌17日、両国でIWGPタッグの防衛戦を行うも敗北。この試合を最後に新日本から離脱。
同年11月、再びWWEと契約。しかしハウスショーとダークマッチでの出場が主となり、テレビショーにあまり出番がないまま2009年3月にリリースとなった。11月に再度TNAに復帰するがジョバーとしての出番が多く、2010年8月にTNAのロスターから除外された。
2011年10月11日、フロリダ州のセントオーガスティンの薬局で店員を脅し、鎮痛剤200錠を強奪。レストランのトイレに約40分間立てこもる。約170錠を服用し病院に搬送され治療後に窃盗罪で逮捕された。
出所後、2013年8月4日にNWA加盟団体のFUW（Florida Underground Wrestling）にてWWE時代に使用したタイソン・トムコのリングネームで復帰し、デイモスを相手に勝利した。8月11日にはRing Warriorsに参戦し、マイケル・セインに勝利。11月1日にはFUWにてFUWブルーザー級王座を保持するブルース・サンティーに挑戦するが両者カウントアウトにより引き分けとなった。

## 特徴
- 背中と腕に施したタトゥーが特徴である。そのタトゥーはエジプトのヒエログリフおよびブラックフットインディアンに由来する。120時間かけて体に彫り込んだ。

## 得意技
- チェーンソー・キック

フィニッシャー。ランニング・ビッグブート
- ダブルハンドチョークスラム

TNA所属時のフィニッシャー。
- 投げ捨て式パワーボム
- フルネルソン・スラム
- ローリング・カッター
- ジャックハマー
- サマーソルトドロップ

トップロープから仕掛ける場合が多い。
- チェーンソー・ネックブリーカー

トーチャーラックからのネックブリーカー

### 合体技
- マジックキラー

ジャイアント・バーナードとの連携技。ラ・レジスタンスの使うオール・ボワールと同型。
- 合体式サイドバスター

ジャイアント・バーナードとの連携技。サイドバスターの要領で持ち上げ、落下させると同時に、バーナードが走り込んでエルボードロップを放つ。

## タイトル歴
新日本プロレス
- IWGPタッグ王座 : 1回

第50代 w / ジャイアント・バーナード
- G1 TAG LEAGUE : 2007年度優勝

w / ジャイアント・バーナード
TNA
- TNA世界タッグチーム王座 : 1回

w / AJスタイルズ
OVW
- OVW南部タッグ王座 : 1回

w / セブン